# Protobonellia mitsukurii
Protobonellia mitsukurii är en djurart som tillhör fylumet skedmaskar, och som beskrevs av Ikeda, I. 1908. Protobonellia mitsukurii ingår i släktet Protobonellia och familjen Bonelliidae. Inga underarter finns listade i Catalogue of Life.